# Philipp Meyer
Philipp Meyer, född 5 januari 1974 i New York, är en amerikansk romanförfattare.
Meyer växte upp i Hampden och är numera bosatt i Austin. Han fick sitt genombrott 2009 med boken American Rust, (på svenska En amerikansk förlust). 2013 kom hans andra roman The Son (Sonen) ut.
Han har en examen i engelska från Cornell University.